# Eldo Capanna
Eldo Capanna (Anzio, 1917 – Arezzo, 2 settembre 1944) è stato un militare italiano.
Medaglia d'Oro al Valor Militare alla memoria.

## Biografia
Frequentava il corso di lettere e filosofia all'Università di Roma quando fu arrestato dalla polizia per propaganda antifascista. Nell'agosto del 1939 fu processato e condannato. Nonostante questo, scontata la pena, fu ammesso alla Scuola allievi ufficiali e, con l'82º Reggimento Fanteria Torino, nel 1940 partecipò alle operazioni di guerra sul fronte occidentale. Nell'ottobre del 1940 transitato nella specialità paracadutisti, dopo il corso di paracadutismo a Tarquinia fu assegnato al III battaglione del 185º reggimento paracadutisti. Nel dicembre 1941 frequentò il corso per guastatori paracadutisti a Civitavecchia ed in seguito il 185º fu assegnato alla neocostituita Divisione paracadutisti Nembo di stanza in Sardegna. Il tenente Capanna prese quindi parte alla difesa dell'isola dopo l'8 settembre.
Successivamente il giovane ufficiale prese parte alla guerra di liberazione nel "I Reparto speciale autonomo" (formato in gran parte da paracadutisti della "Nembo"), che operava alle dipendenze della 1ª Divisione canadese prima e di una inglese poi. Il "I Reparto" prese quindi, per gli italiani, il nome di "Squadrone di Ricognizione F", dall'iniziale di "Folgore", quello di F Recce Squadron per gli Alleati.
Nell'autunno del 1944, durante una rischiosa azione esplorativa, compiuta da Capanna con un pugno di uomini oltre le linee tedesche, il gruppo entrò in contatto con il nemico. Per non abbandonare un suo sottufficiale, Otello Boccherini, che era rimasto ferito, Capanna fu catturato dai tedeschi. Sottoposto a tortura, l'ufficiale rifiutò di dare informazioni e fu trucidato a colpi di pugnale e di bastone.